# Euploea traducta
Euploea traducta är en fjärilsart som beskrevs av Grose-smith 1894. Euploea traducta ingår i släktet Euploea och familjen praktfjärilar. Inga underarter finns listade i Catalogue of Life.